# ۲۷ بهمن
۲۷ بهمن سیصد و سی و سومین روز سال در گاه‌شماری خورشیدی است. به پایان سال ۳۲ روز (۳۳ روز در سال کبیسه) باقی‌است.

## رویدادها
- ۱۳۲۶. یحیی حمیدالدین، امام زیدیه و شاه یمن ترور شد.(۱۷ فبروری ۱۹۴۸)
- ۱۳۶۵ - تغییر رسمی نام باشگاه فرهنگی ورزشی پرسپولیس به باشگاه پیروزی
- ۱۳۶۶ - بنیان‌گذاری شورای گسترش زبان و ادبیات فارسی
- ۱۳۸۵ - بمب‌گذاری‌ گروه جندالله در زاهدان
- ۱۳۸۷ - سقوط هواپیمای هسا ایران-۱۴۰ در اطراف فرودگاه شاهین شهر اصفهان
- ۱۳۹۶ - حادثه ۲۷ بهمن ۱۳۹۶ فوکر ۱۰۰ هواپیمایی قشم

## زادروزها
- ۱۳۲۶ - داود کریمی، نظامی
- ۱۳۲۷ - غزاله علیزاده، داستان‌نویس
- ۱۳۴۹ - لیلا اسفندیاری، کوهنورد
- ۱۳۶۵ - آرش کشاورزی، بازیکن والیبال

## درگذشتگان
- ۱۳۴۴ - اسماعیل امیرخیزی، نویسنده و از طرفداران انقلاب مشروطه
- ۱۳۸۱ - رضا ژیان، بازیگر
- ۱۳۹۴ - محمدباقر بنی‌عامری، طراح کودتای نوژه
- ۱۴۰۰ - اسماعیل جبارزاده، معاون سیاسی عبدالرضا رحمانی فضلی